# St. Marie (Montana)
St. Marie es un lugar designado por el censo ubicado en el condado de Valley en el estado estadounidense de Montana. En el Censo de 2010 tenía una población de 264 habitantes y una densidad poblacional de 4,45 personas por km².

## Geografía
St. Marie se encuentra ubicado en las coordenadas 48°24′18″N 106°30′8″O / 48.40500, -106.50222. Según la Oficina del Censo de los Estados Unidos, St. Marie tiene una superficie total de 59.31 km², de la cual 59.22 km² corresponden a tierra firme y (0.14%) 0.09 km² es agua.

## Demografía
Según el censo de 2010, había 264 personas residiendo en St. Marie. La densidad de población era de 4,45 hab./km². De los 264 habitantes, St. Marie estaba compuesto por el 94.7% blancos, el 1.52% eran afroamericanos, el 1.14% eran amerindios, el 1.14% eran asiáticos, el 0.38% eran isleños del Pacífico, el 0.38% eran de otras razas y el 0.76% pertenecían a dos o más razas. Del total de la población el 1.89% eran hispanos o latinos de cualquier raza.